# Ögonpyrola
Ögonpyrola, (Moneses uniflora, tidigare Pyrola uniflora) även kallad ögonljus, har en ensam blomma med vidöppen, nästan platt krona. För att likväl täcka och skydda ståndarna, är blomman omstjälpt med insidan mot marken. Dess utsida är vänd uppåt, och som just denna följaktligen måste ombesörja blommans skyltning, är även foderbladen vita. En annan avvikelse från andra arter är fröhusets upprätta ställning. 
Blomman har en mild, konvaljelik doft. Den är av ansenlig storlek i förhållande till örtståndet. Den växer ensligt i mossiga och skuggig granskog. Den har varken lysande färger och skarpa kontraster. 

## Biotop
Ögonpyrola har, liksom vissa andra ljungväxter, mycket små (<1mm) frön som saknar endosperm (frövita). Grodden har inte lagrad näring nog att utvecklas utan behöver först få kontakt med en mykorrhizasvamp. Den är initialt mykoheterotrof (d.v.s. parasit som ung). När ögonpyrolan blir större minskar dess beroende av svampen och den blir självförsörjande (autotrof).
I de trakter av Skandinavien, där granen är sällsynt eller saknas, är även ögonpyrola sällsyntare, men växer då, liksom dess samarter, även i björkskog. I vissa fjälltrakter kan den överskrida trädgränsen. Arten har vegetativ förökning genom rotskott. Arten är minskande i Sverige.

## Etymologi
Det tidigare namnet "ögonljus" (i Norrland även "ögonsjukegräs") kommer av att växten förr användes som huskur mot sjuka, rinnande ögon och även troddes kunna försköna ögonen.